# 呷拉乡 (甘孜县)
呷拉乡，是中华人民共和国四川省甘孜藏族自治州甘孜县下辖的一个乡镇级行政单位。

## 行政区划
呷拉乡下辖以下地区：
笨得古村、亚龙村、柯多村、夺拖村、自公底村、雄卡村、呷拉村、阿日然村和仲卡村。